# ピコルナイン2A
ピコルナイン2A(Picornain 2A, EC 3.4.22.29)は、プロテアーゼ酵素である。以下の化学反応を触媒する。
ピコルナウイルス科のポリプロテインのTyr-Gly結合を選択的に切断する。
この酵素は、エンテロウイルス、ライノウイルス、アフトウイルス、カルジオウイルスがコードする。